# Alina-Elena Tănăsescu
Alina-Elena Tănăsescu (n. 26 octombrie 1975, Craiova, România) este un deputat român, ales în 2016.